# Gustav Müller (Politiker, 1860)

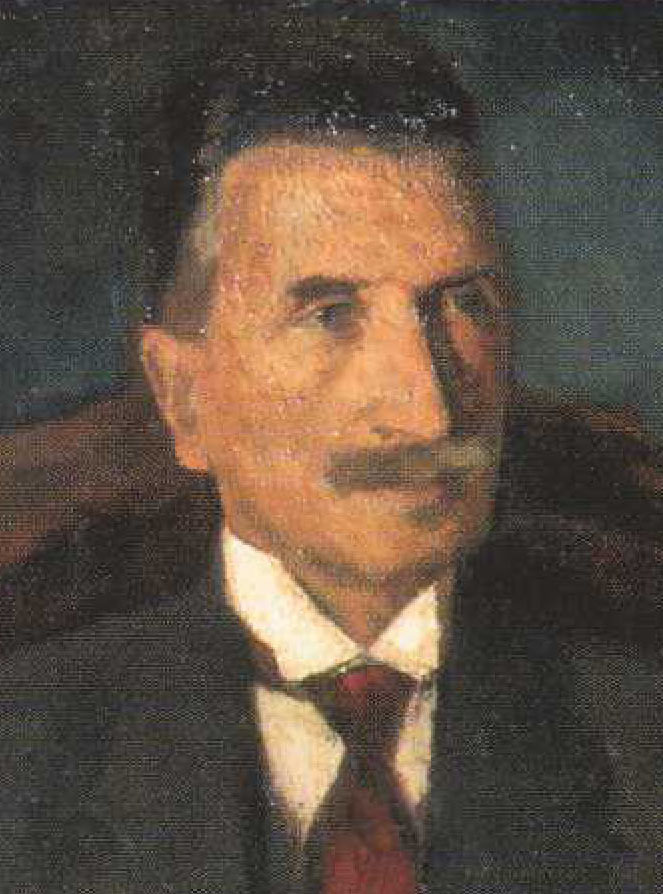
Gustav Müller

Gustav Müller (* 14. April 1860 in Biel; † 24. Mai 1921 in Bern) war ein Schweizer Politiker (SP).

## Politische Laufbahn
Ursprünglich Sekretär der Berner Freisinnigen, trat Müller 1890 auf Anregung Albert Stecks in die Sozialdemokratische Partei der Schweiz (SP) über. Er war von 1895 bis 1920 erster sozialdemokratischer Gemeinderat der Stadt Bern, von 1918 bis 1920 als Stadtpräsident. In den Jahren 1898–1921 war Müller zudem Berner Grossrat. Nach den Parlamentswahlen 1911 war er bis zu seinem Tod Mitglied des Nationalrates. Im Jahr 1919 wurde er Parteipräsident der SP.